# Tini szuperhősök – Intergalaktikus játékok
A Tini szuperhősök – Intergalaktikus játékok (eredeti cím: DC Super Hero Girls: Intergalactic Games) egész estés amerikai 2D-s számítógépes animációs film, amely eredetileg DVD-n jelent meg 2017-ben. A forgatókönyvet Shea Fontana írta, az animációs filmet Cecilia Aranovich rendezte, a zenéjét Shaun Drew szerezte, a producere Jennifer Coyle volt. A DC Entertainment, a Warner Bros. Animation és a Mattel készítette. Amerikában 2017. május 23-án adta ki DVD-n a Warner Home Video, Magyarországon pedig 2017. június 7-én jelent meg DVD-n a ProVideo forgalmazásában.

## Ismertető
Készülj fel az Intergalaktikus Játékokra, egy barátságos versenyre, amely elhozza a békét az egész univerzumban! A küzdőfeleken végignézve azonban ez a békés versengés könnyen elvadulhat. A Korugar Akadémiával és a Fúriákkal szemben van-e bármi esélye a Szuperhős Giminek arra, hogy megszerezze az első helyet? Társulj be Wonder Woman-hez, Supergirl-höz és Batgirl-höz, akik a pályára lépve még nagyobb kihívással szembesülnek, amikor kiderül, hogy az egyik csapat gonosz hátsó szándékkal indult el a versenyen. Kezdődjenek hát a játékok, no meg az akció is!

## Szereplők
| Szereplő             | Eredeti hang        | Magyar hang           |
| -------------------- | ------------------- | --------------------- |
| Batgirl              | Mae Whitman         | Szabó Zselyke         |
| Dongó                | Teala Dunn          | Laurinyecz Réka       |
| Harley Quinn         | Tara Strong         | Kardos Eszter         |
| Méregcsók            | Tara Strong         | Mohácsi Nóra          |
| Katana               | Stephanie Sheh      |                       |
| Supergirl            | Anais Fairweather   | Nemes Takách Kata     |
| Csodanő              | Grey Griffin        | Lamboni Anna          |
| Gézengúz             | Greg Cipes          | Molnár Levente        |
| Villám               | Josh Keaton         | Hamvas Dániel         |
| Sólyomlány           | Nika Futterman      |                       |
| Zafír Csillag        | Jessica DiCicco     |                       |
| Csillagtűz           | Hynden Walch        | Pekár Adrienn         |
| Kiborg               | Khary Payton        |                       |
| Gyilkos Fagy         | Danica McKellar     | Kis-Kovács Luca       |
| Lady Shiva           | Tania Gunadi        | Madarász Éva          |
| Nagy Barda           | Misty Lee           | Csuha Bori            |
| Amanda Waller        | Yvette Nicole Brown | Bertalan Ágnes        |
| Magnus Doki          | Phil LaMarr         | Turi Bálint           |
| Garryn Bek Nagykövet | John DiMaggio       | Pál Tamás             |
| Hippolyta            | Julianne Grossman   | Németh Kriszta        |
| Steve Trevor         | Josh Keaton         |                       |
| Lois Lane            | Alexis G. Zall      | Madarász Éva          |
| Lena Luthor          | Romi Dames          | Csifó Dorina          |
| Agyzseni             | Fred Tatasciore     | Maday Gábor           |
| Sinestro             | Tom Kenny           | Háda János            |
| Feketetűz            | Hynden Walch        | Czető Zsanett         |
| Lobo                 | Tom Kenny           | Horváth Vilmos Zoltán |
| Bleez                | Stephanie Sheh      |                       |
| Mongal               | Julianne Grossman   |                       |
| Orákulum             | Anna Vocino         | Nyírő Eszter          |
| Platina              | Grey Griffin        | Erdős Borcsa          |
| Ólom                 | Khary Payton        |                       |
| Vas                  | Greg Cipes          | Holl Nándor           |
| Jóságos Nagyi        | April Stewart       | Kiss Erika            |
| Lashina              | Jessica DiCicco     | Gulás Fanni           |
| Veszett Harriet      | Misty Lee           | Szabó Luca            |
| Sebes királynő       | Mae Whitman         | Törtei Tünde          |
| Artemis              | Teala Dunn          |                       |
| Tipró                | April Stewart       | Győrfi Laura          |

## Magyar változat
A szinkron a ProVideo megbízásából a Pannóniában készült, 2017-ben.
- Felolvasó: Endrédi Máté
- Magyar szöveg: Heiszenberger Éva
- Hangmérnök: Csabai Dániel, Árvai Csaba
- Gyártásvezető: Gémesi Krisztina
- Szinkronrendező: Bárány Emese
- Produkciós vezető: Kovács Anita